# Distrito de Baney
Baney es un distrito de Guinea Ecuatorial, en la parte noreste de la provincia de Bioko del Norte, en la región insular del país. La capital del distrito es Baney. El censo de 1994 mostraba 10 698 habitantes en el mismo.
El distrito de Baney abarca los municipios de Baney y Rebola.